# Фридрихштадт (Берлин)

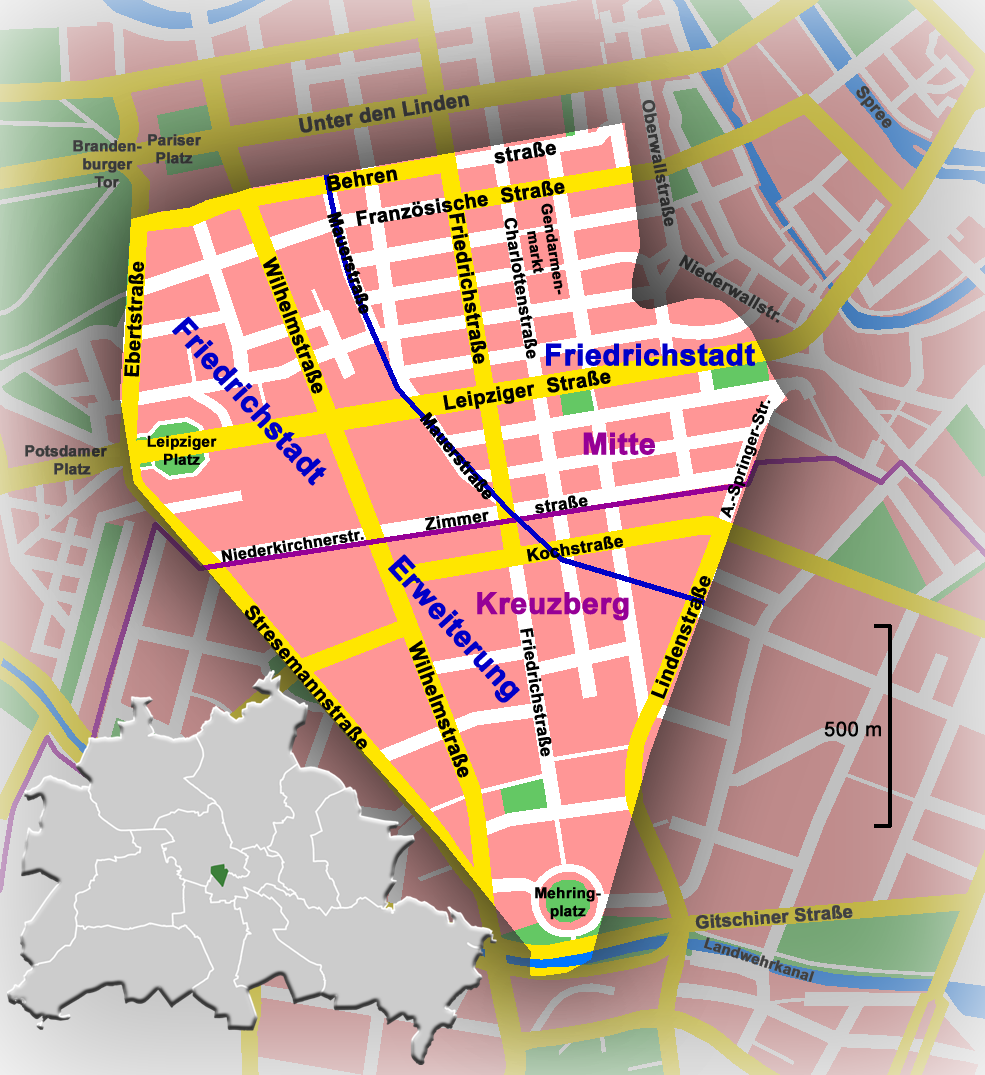
Фридрихштадт на карте Берлина

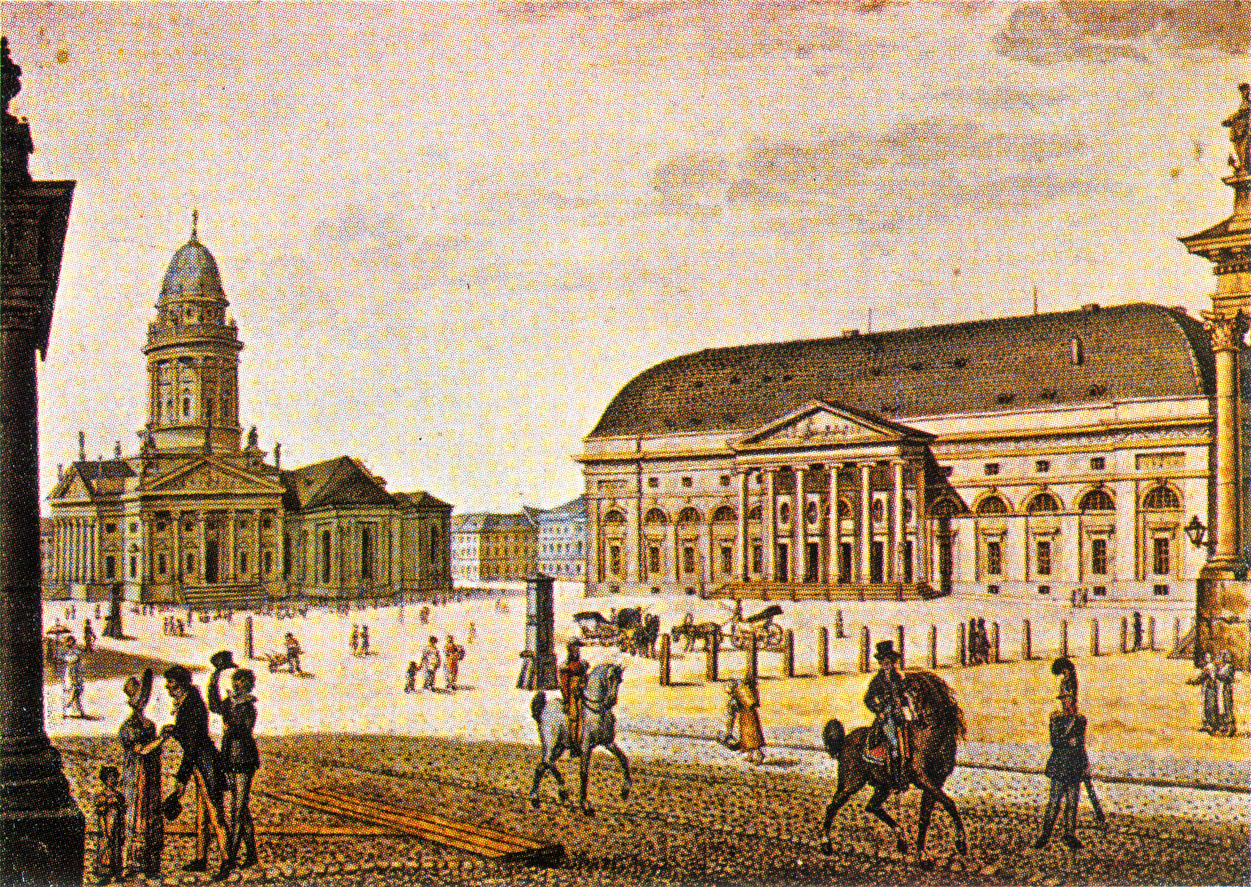
Жандарменмаркт в 1815 году

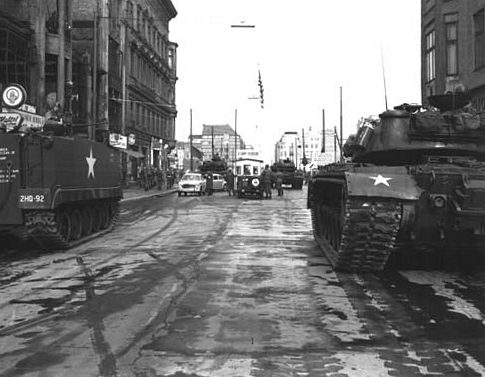
КПП Чарли. 27 октября 1961 года

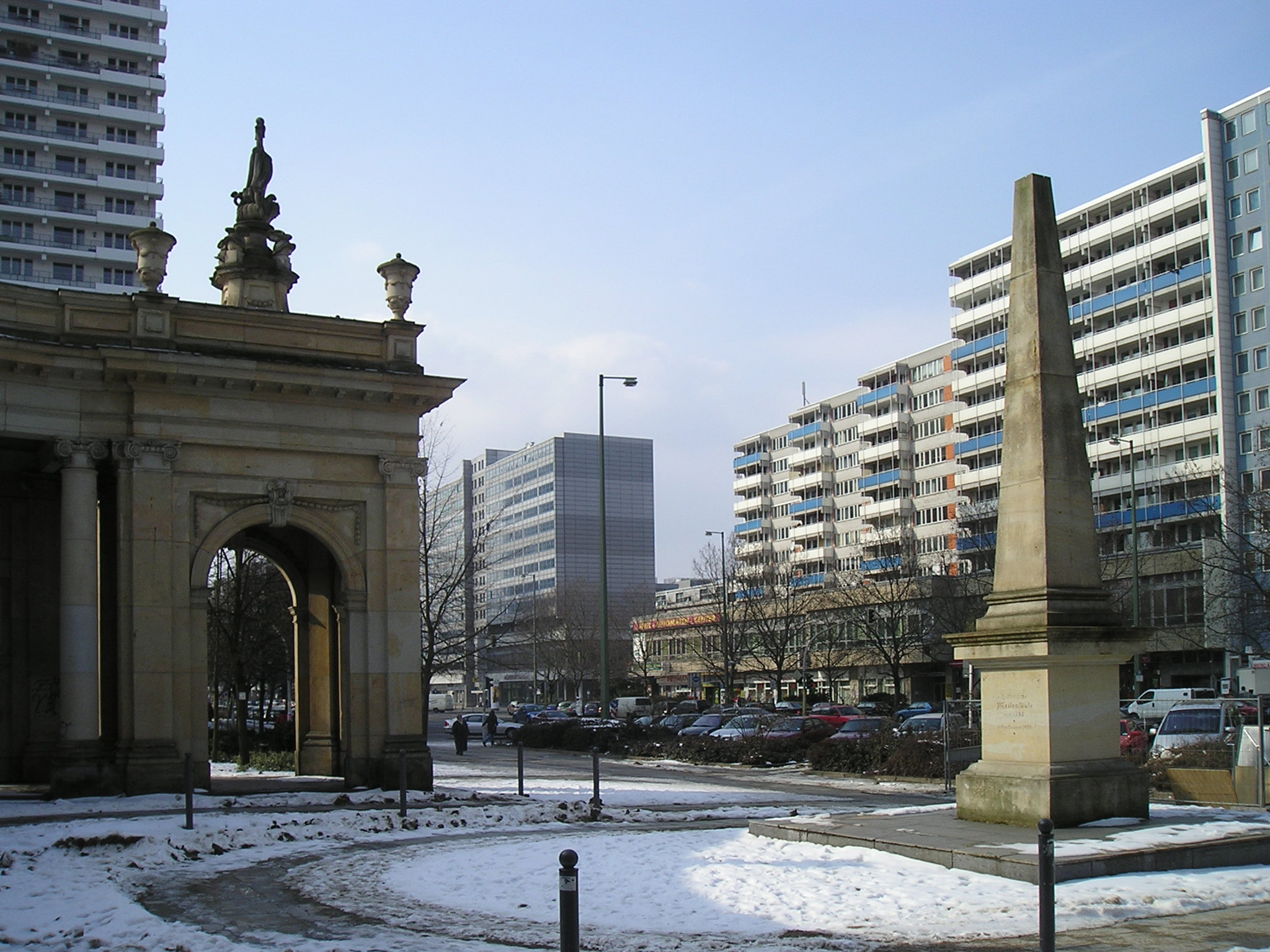
Восстановленная Лейпцигская улица

Фридрихштадт (нем. Friedrichstadt) — исторический район Берлина, получивший своё название в честь прусского короля Фридриха I. Фридрихштадт находился к югу от Доротеенштадта и к юго-западу от Фридрихсвердера и соответственно к юго-западу от города Берлина и Кёльна. Северная часть Фридрихштадта находится в современном округе Митте, а южная часть — в округе Фридрихсхайн-Кройцберг. Основанный как пригород Берлина, Фридрихштадт в 1710 году вошёл в состав города и до административной реформы Берлина 1920 года являлся городским районом.
Указ об основании нового города был издан будущим королём Пруссии Фридрихом I в 1688 году после смерти своего отца, Великого курфюрста Фридриха Вильгельма. Возведение Фридрихштадта было поручено архитекторам Иоганну Арнольду Нерингу, Иоганну Генриху Беру и Мартину Грюнбергу. Годом основания города считается 1691 год. На 1692 год во Фридрихштадте уже насчитывалось 300 домов. Многие из них в этой болотистой местности были построены на сваях. Во Фридрихштадт потянулись французские гугеноты. В 1701 году на Жандарменмаркт были заложены первые камни в основание двух церквей: для немецких лютеран и французских протестантов.
Указом Фридриха I от 18 января 1709 года города Берлин, Кёльн, Доротеенштадт, Фридрихштадт и Фридрихсвердер были объединены в один, получивший название «главная королевская резиденция Берлин». Тем самым Фридрихштадт перестал существовать как самостоятельный город и стал районом Берлина.
В результате административной реформы 1920 года в Большом Берлине Фридрихштадт был поделён между новыми округами Митте и Кройцберг. Вторая мировая война принесла Фридрихштадту большие разрушения. Для строительства Берлинской стены, пересекавшей исторический район, были снесены все прилегающие к ней сохранившиеся здания. На пересечении Фридрихштрассе и Циммерштрассе (нем. Zimmerstraße) был возведён КПП Чарли, ставший в октябре 1961 года ареной драматического противостояния советских и американских танков во время Берлинского кризиса.
Восстановление северной части Фридрихштадта в округе Митте, которая вошла в Восточный Берлин, началось в 1970 году. На полностью разрушенной Лейпцигской улице были построены высотные жилые дома. В южной части Фридрихштадта в округе Кройцберг, оказавшейся в Западном Берлине, в 80-е годы был частично реализован архитектурный проект «Южный Фридрихштадт», подготовленный в рамках подготовки к Международной строительной выставке 1984 года. После объединения Германии во Фридрихштадте появились многочисленные новые роскошные магазины и офисные здания. Заполнение пустырей на месте Берлинской стены ещё не закончено.
Знаменитые сооружения во Фридрихштадте:
- Вильгельмштрассе
- Жандарменмаркт
  - Немецкий собор
  - Французский собор
  - Берлинский концертный зал
- здание Парламента Берлина
- Мемориал памяти жертв Холокоста в Берлине
- КПП Чарли